# Galfenol
En ciencia de los materiales, galfenol es el término general para referirse a la aleación de hierro y galio . El nombre fue dado a las aleaciones de hierro y galio por investigadores de la Marina de los Estados Unidos en 1998, cuando descubrieron que al agregar galio al hierro podría amplificar el efecto magnetostrictivo del hierro hasta diez veces. El galfenol es de interés en las investigaciones de sonar, ya que los materiales magnetostrictores se utilizan para detectar el sonido, y la amplificación del efecto magnetostrictivo puede mejorar la sensibilidad de los detectores de sonar. Se propone usar al galfenol en la recolección de energía por vibración, actuadores para herramientas de precisión, sistemas antivibración activos y dispositivos anti-obstrucción para tamizar pantallas y boquillas de aspersión. El galfenol es maquinable y se puede producir en forma de hoja y alambre.
En 2009, científicos del Instituto Politécnico de Virginia y de la Universidad Estatal, y del Instituto Nacional de Estándares y Tecnología (NIST) utilizaron haces de neutrones para determinar la estructura del galfenol. Determinaron que la adición de galio cambia la estructura reticular de los átomos de hierro de las células cúbicas regulares haciendo que algunas caras de las celdas se vuelvan ligeramente rectangulares. Las células alargadas tienden a agruparse en la aleación, formando grupos localizados dentro del material. Peter Gehring, del NIST Center for Neutron Research, ha descrito estos grupos como "algo así como pasas dentro de un pastel".